# Le Roi Albert et son temps
Le Roi Albert et son temps is een luxueuze uitgave met typografisch uiterst verzorgd tekstmateriaal en artistieke drukgrafiek en werd in 1932 uitgegeven door de Belgische uitgever J.E. Buschmann – M. De Behogne.

## Presentatie
In een foedraal dat zo’n 15 cm hoog is, steken losse katernen met tekst en losse bladen met grafiek (bladen van telkens 435 mm  x 325 mm).
De losse katernen met tekst bevatten een suite d’études exposant les diverses activités de la Belgique et de son roi réunies à l’intervention de M. Jules Destrée. De teksten behandelen diverse aspecten van de politiek, de economie en het dagelijks leven in de jaren 1910-1932. 
Meerdere bekende kunstenaars van het interbellum werden aangeschreven deze publicatie te opwaarderen door middel van een bijlage met drukgrafiek : Gustave Van de Woestyne, J.F. Cantré, Anto Carte, Auguste Danse, James Ensor, Frans Ermengem, Alex Lallemand, Joris Minne, Pierre Paulus, Edouard Pellens en Armand Rassenfosse.

## Oplage
Het colofon is heel duidelijk over de oplage :
- 40 exemplaren I-XL en 3 exemplaren A/B/C op Japans papier
- 750 exemplaren genummerd 1-750 en 5 exemplaren A/B/C/D/E op velin blanc Lafuma Papetterie Navarre
- 145 exemplaren genummerd 1-145 en 5 exemplaren A/B/C/D/E op ancien velin Manufact. Royales de Vidalon

## Musea
- Oostende, Mu.ZEE (Kunstmuseum aan Zee) : exemplaar A op Japans papier, nominatief gedrukt voor Jules Destrée persoonlijk